# 中東航空438號班機空難
中東航空438號班機空難是中東航空一班的來回貝魯特至阿布達比定期航班，1976年1月1日，一架波音720客機因貨艙炸彈爆炸，墜毀於沙烏地阿拉伯，機上有81名乘客全數遇難。而放置炸彈的嫌犯至今仍未被尋出。

## 涉事班機
此次空難中的涉事班機機型為波音720-023B（序列號碼18020，序列165）。此飛機在1960年9月23日行首次處女航。此飛機的註冊編號原為N7534A，並在1960年10月10日運予美國航空。在1971年7月，美國航空為修繕而出售此飛機。1972年3月3日時，此班機被售予中東航空，並重新註冊，註冊編號為OD-AFT。此飛機飛行動力來源為四個普惠公司 JT3D-1-MC7具有水冷卻設施的渦輪扇發動機，各引擎能帶來17000磅的推力。

## 經過
中東航空438號班機是一從黎巴嫩貝魯特飛至阿曼馬斯喀特，過程中停阿拉伯聯合大公國杜拜的國際航班。在此事故飛行中，此客機載運了15名機艙工作人員及66（也有別說是67位）位乘客從貝魯特出發。在事發當日5:30，班機起飛後1小時40分鐘，天色未曉之時，此客機正在從貝魯特前往杜拜的路途中，一枚炸彈在其貨艙空間引爆，造成飛機在11,300公尺（37,100英尺）的高度下解體並於沙烏地阿拉伯凯苏玛的西北方37公里（23英里處）墜毀。此空難乃為當時在沙烏地阿拉伯涉及最多人員死亡的空難，到2021年時為在沙烏地阿拉伯涉及人員第六多死亡的空難。此亦為波音720涉及人數第二多死亡之空難，僅次於巴基斯坦國際航空705號班機空難。

## 事故調查
根據部分報導，此炸彈由阿曼的武裝分子裝設。設置炸彈的目的並不是要殺害乘客，所以炸彈的時間設定在飛機抵達馬斯喀特後才會引爆。本班機原定由一架波音747飛機運行，但後來因技術原因改由波音720班機載客。因為人員和貨物行李登機延後了飛機起飛時間，導致炸彈在飛行過程中即引爆。